# 日高見神社
日高見神社（ひだかみじんじゃ）とは、長野県中野市柳沢にある神社。

## 概要
元は滝の沢山にあったとされ、1591年（天正19年）の春に滝の沢山が崩落し、埋没してしまい同年八月に現在の場所に移転されたと伝わる。運営は田上の望月宮司を中心に氏子総代によって執り行われてきた。

## 祭神
日高見神社の祭神は建御名方命である。

## 歴史
創立年次は不明であるが、1591年（天正19年）に滝の沢山から移築したものと伝えられている。1604年（慶長9年）平岡帯刀が当村巡視のとき、社領一石を寄進したという。文化・文政時代、神祇管領（現在でいう神社庁の役務）をつかさどっていた京都の吉田家が村社・御社などの格式を下賜するようになり、1855年（安政2年）に吉田家へ願い出、1873年（明治6年）日高見神社の社号を許可された。
その後、拝殿の修築が行われ、現在のものになった。1929年（昭和4年）昭和天皇御大典記念事業として、神社の北東に宝蔵庫を建築した。

## 祭事
日高見神社で行っている祭事は以下のとおりである。
- 元旦祭
- 四月五日の春祭り
- 十月五日の例大祭
- 新穀告感謝祭

例大祭以外は役員のみで行っている。

## 例大祭
- 明治時代には打ち上げ花火、大正時代から昭和時代にかけて、奉納歌舞伎や相撲などで盛り上げた。
- 戦時中は青年会によって歌舞伎、時代劇、踊りなどを奉納するようになった。
- 1949年（昭和24年）ごろから祭典委員会を設けて行われるようになった。
- 10月4日の夜7時に区民会館を出発する灯籠行列は、太鼓や笛でにぎやかに、450ｍくらいの道を1時間かけて神社に到着する。
- その間、神主により神事が行われ、終了と同時に社前で捨切り・物そろえ・宮神楽の三曲の太鼓・笛を奉納し、夜の祭典は終わる。
- 翌5日は10時に、氏子総代・区常役・市会議員・農業委員・青年団長・刀剣委員が集合する。
- 区民会館からお宮に行き、神事に参加しそれぞれ小玉ぐしを奉典して豊作に感謝し、式を終了する。
- その後、社務所で直会を行う。